# Municipio de Chester (condado de Meigs)
El municipio de Chester (en inglés: Chester Township) es un municipio ubicado en el condado de Meigs en el estado estadounidense de Ohio. En el año 2010 tenía una población de 2496 habitantes y una densidad poblacional de 21,17 personas por km².

## Geografía
El municipio de Chester se encuentra ubicado en las coordenadas 39°4′39″N 81°55′31″O / 39.07750, -81.92528. Según la Oficina del Censo de los Estados Unidos, el municipio tiene una superficie total de 117.9 km², de la cual 117,87 km² corresponden a tierra firme y (0,02 %) 0,03 km² es agua.

## Demografía
Según el censo de 2010, había 2496 personas residiendo en el municipio de Chester. La densidad de población era de 21,17 hab./km². De los 2496 habitantes, el municipio de Chester estaba compuesto por el 98,44 % blancos, el 0,32 % eran afroamericanos, el 0,04 % eran amerindios, el 0,48 % eran asiáticos, el 0,04 % eran de otras razas y el 0,68 % eran de una mezcla de razas. Del total de la población el 0,52 % eran hispanos o latinos de cualquier raza.